# Гірничий інститут імені Г. Цулукідзе
Гірничий інститут імені Г. Цулукідзе (груз. გრიგოლ წულუკიძის სამთო ინსტიტუტი; англ. G. Tsulukidze Mining Institute) — наукова установа, розташована у Тбілісі.
Створений в 1957 р. Підпорядкований Національній академії наук Грузії.
Раніше відомий як Інститут гірничої механіки імені Г. А. Цулукідзе НАН Грузії (англ. G. Tsulukidze Institute of Mining Mechanics of Georgian Academy of Sciences). Носить ім'я одного із засновників гірничої науки в Грузії Григола Цулукідзе.

## Напрямки діяльності
Основна наукова спрямованість:
- створення наукових основ розробки і збагачення корисних копалин (марганцевих, мідних, поліметалічних руд та ін.);
- теорія гірського тиску;
- проведення і кріплення гірничих виробок;
- гірнича механіка і руднична аерологія;
- теплові режими глибоких шахт;
- гідравлічний транспорт та ін.